# ISO/CEI 5218
La norme ISO 5218 définit la représentation des sexes humains par un code numérique. Elle a été créée par le comité technique Gestion et échange de données et proposée en novembre 1976.
Le but est de représenter de façon fiable le sexe humain dans un système d'information. 
Les codes utilisés sont:
- 0 = inconnu,
- 1 = masculin,
- 2 = féminin,
- 9 = sans objet.

La norme est créée en novembre 1976 par le comité technique Gestion et échange de données de l'Organisation internationale de normalisation. Il a été mis à jour en 2022.
La norme est actuellement maintenue par le sous-comité du Comité technique mixte ISO/IEC (ISO/IEC JTC 1) sur la gestion et l'échange de données (ISO/IEC JTC 1/SC 32).
Cette norme est utilisée en France pour le numéro INSEE. D'autres codes sont cependant utilisés pour ce numéro. Par exemple le 3 pour former un numéro provisoire dans le cas où le numéro INSEE est introuvable (par exemple en raison d'un nom de famille trop long pour le système informatique).